# Wrotycz pospolity

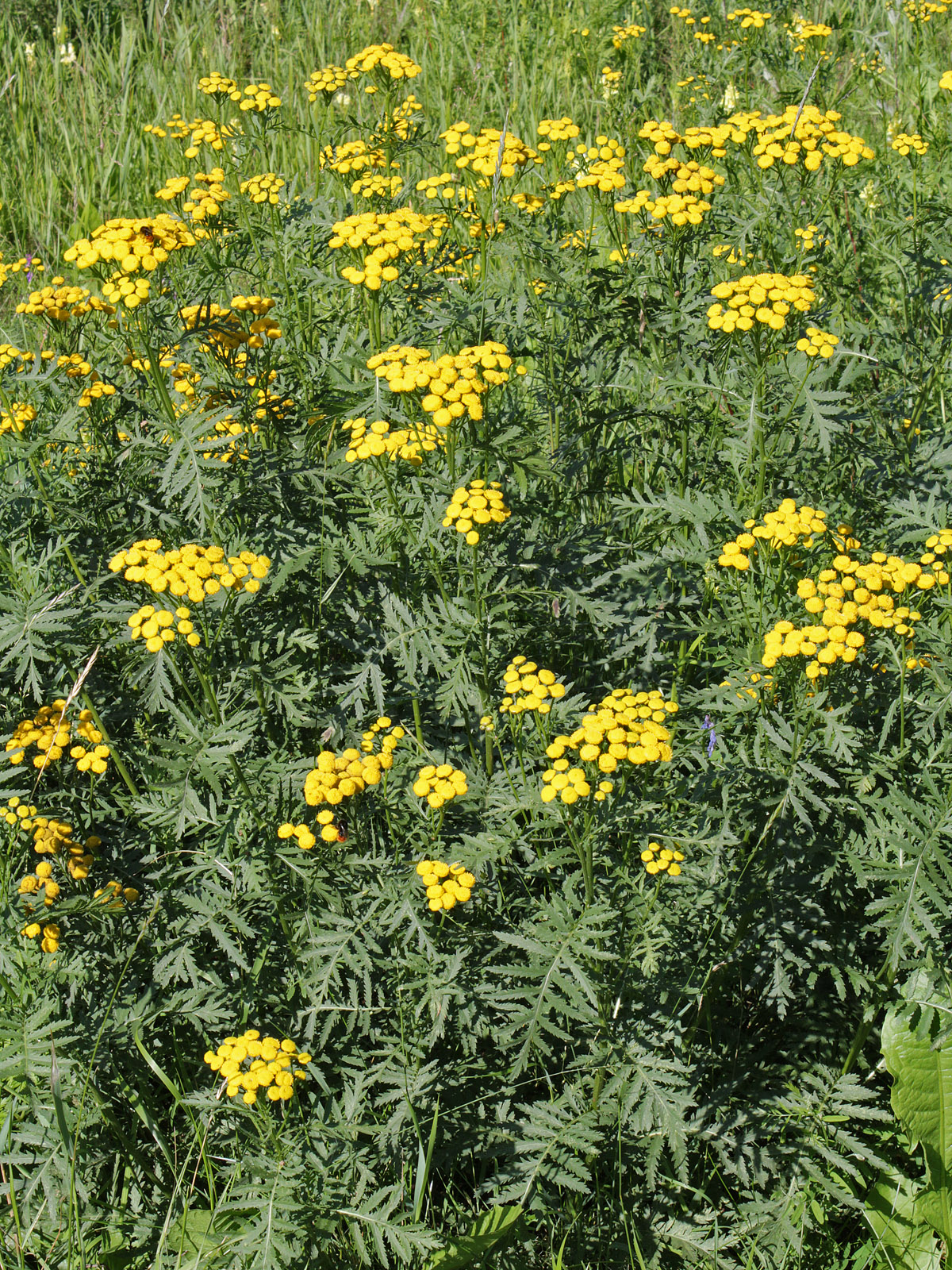
Pokrój

Wrotycz pospolity (Tanacetum vulgare L.) – gatunek rośliny należący do rodziny astrowatych. Występuje w całej Europie i na obszarach Azji o umiarkowanym klimacie. Rozprzestrzeniony został na obu kontynentach amerykańskich oraz w południowej i wschodniej Australii. W Polsce jest gatunkiem pospolitym na całym obszarze.

## Morfologia
PokrójRoślina zielna rozrastająca się za pomocą pełzającego i rozgałęziającego się kłącza, z którego wyrastają liczne, prosto wzniesione łodygi, stąd tworzy kępy i płaty. Roślina wydziela silną woń.
KorzeńGruby, walcowaty lub wrzecionowaty, dość krótki, silnie gałęzisty.
ŁodygiSztywne, mocne, do 1,6 m wysokości, w dole czerwono nabiegłe, nieco kanciaste, z ciemniejszymi liniami na kantach, nagie lub słabo owłosione.
LiścieSkrętoległe, ciemnozielone, duże – do 25 cm długości i 10 cm szerokości, zmniejszające się ku górze, podługowate w zarysie, podwójnie i pojedynczo pierzastosieczne, z 5–12 parami podługowatych i pierzastowcinanych odcinków pierwszego rzędu. Łatki jajowate do lancetowatych, ostro zakończone, o szerokości do 5 mm. Oś liścia oskrzydlona i wcinano ząbkowana.
KwiatyZebrane w koszyczki o średnicy 7–12 mm, które skupione są po 10–70, rzadko do 100, w gęsty i spłaszczony kwiatostan złożony – podbaldach). Koszyczki także są spłaszczone od góry, od dołu z półkulistą okrywą, nagą lub pajęczynowato owłosioną. Tworzą ją łuskowate listki o długości 2–4 mm, jasnozielone z brunatnym obłonieniem na brzegu. Zewnętrzne łuski są zaostrzone, wewnętrzne tępe. Wszystkie kwiaty w koszyczku są złocistożółte. Jeden szereg kwiatów brzeżnych stanowią kwiaty żeńskie o długości ok. 2,5 mm, o uciętej rurce korony z 3 ząbkami na szczycie i bardzo zredukowaną częścią języczkowatą (często brak jej zupełnie). Kwiaty środkowe są obupłciowe, z koroną rurkowatą długości do 2,8 mm, z 5 ząbkami na szczycie.
OwocePięciożeberkowe niełupki długości do 1,9 mm i 0,4 mm szerokości, barwy szarozielonej do brunatnej. Zwieńczone kielichem zredukowanym do błoniastego rąbka o długości do 0,4 mm.

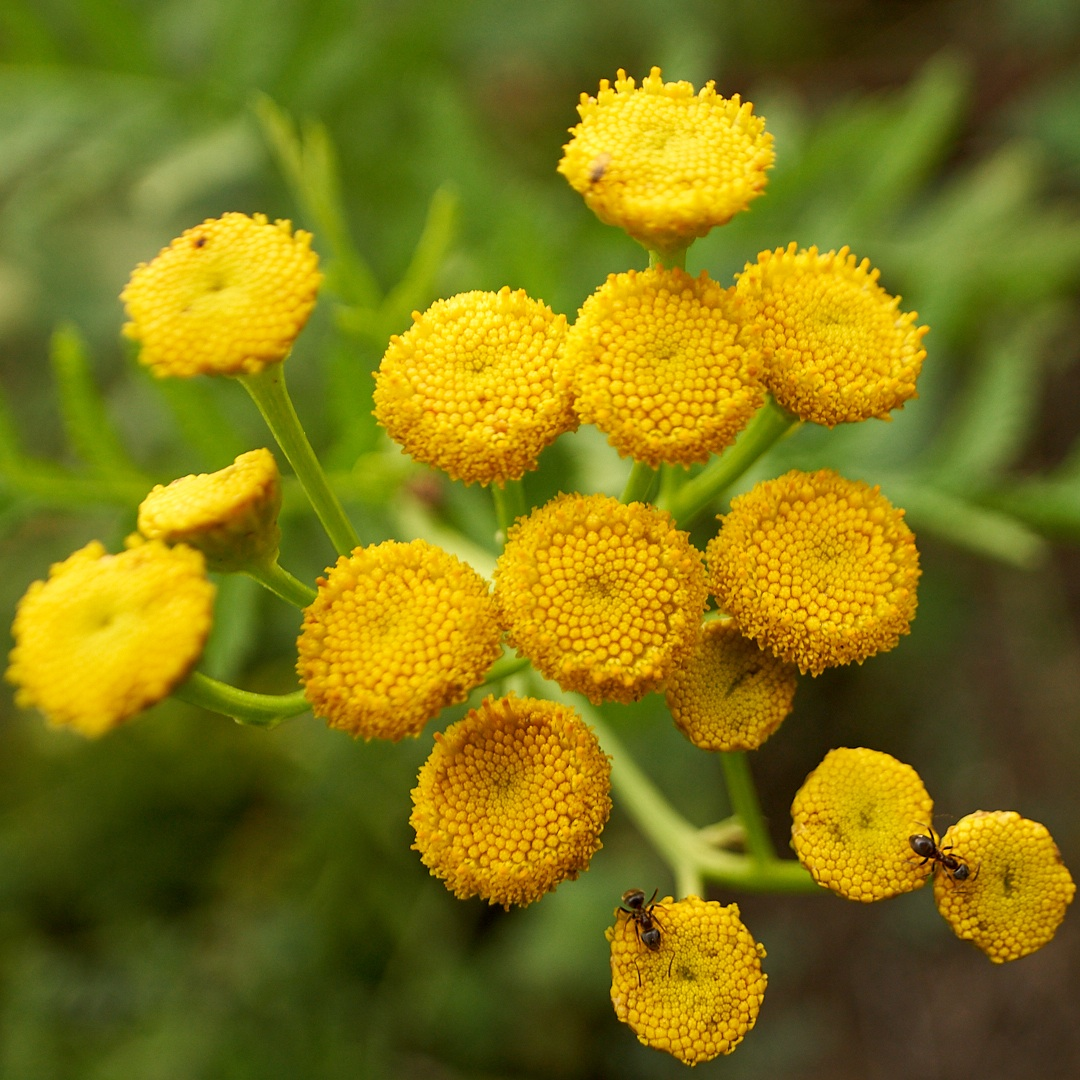
Kwiatostan złożony
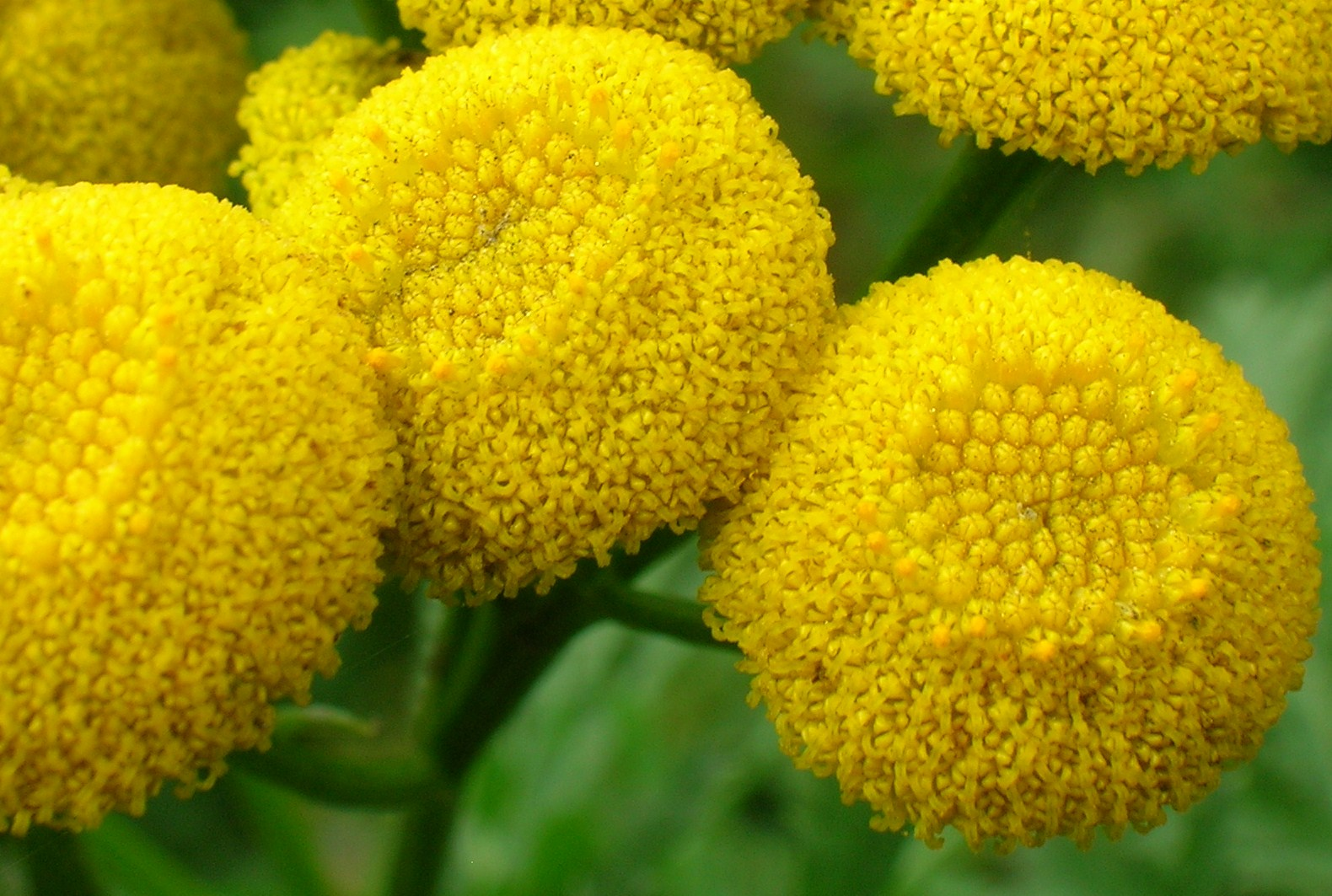
Koszyczki kwiatowe
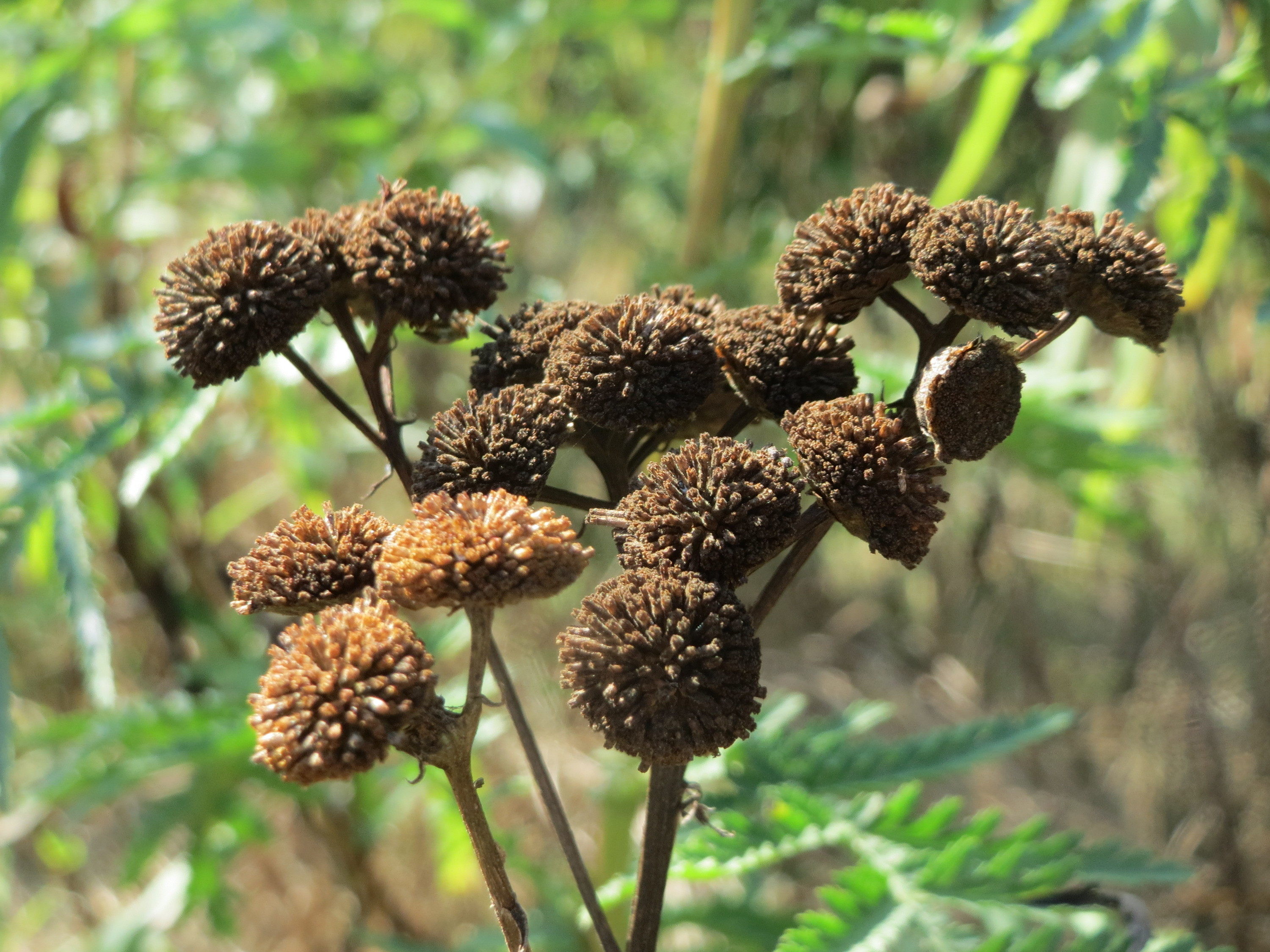
Owoce
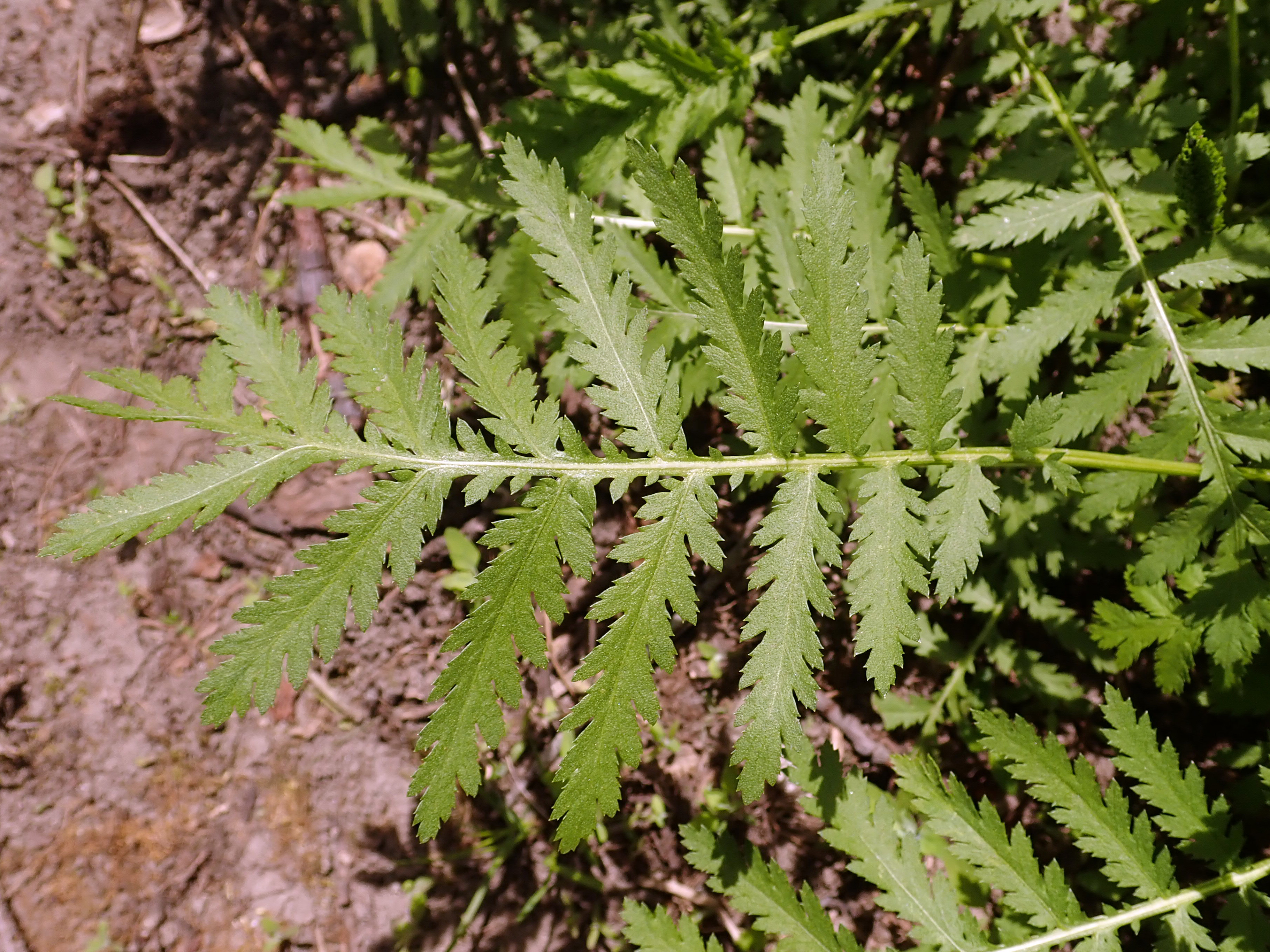
Liść

## Biologia i ekologia
Bylina, hemikryptofit. Kwitnie od lipca do października. 
Występuje na łąkach, miedzach, w zaroślach i skrajach lasu, na siedliskach aluwialnych, na przydrożach, przytorzach, przychaciach i innych siedliskach ruderalnych. W klasyfikacji zbiorowisk roślinnych gatunek charakterystyczny dla Ass. Artemisio-Tanacetetum. 
Cała roślina jest toksyczna. W wyniku przekrwienia narządów może spowodować poronienie. Ziele rośliny jest trujące dla bydła.

## Zmienność
Obok podgatunku typowego (subsp. vulgare) wyróżniany jest subsp. siculum (Guss.) Raimondo & Spadaro, będący endemitem Sycylii.

## Zastosowanie
Roślina lecznicza
- Surowiec zielarski: Kwiat wrotyczu (Flos Athannasiae, Flos Cinnae), ziele wrotyczu (Herba Tanaceti), olejek wrotyczowy (Oleum Tanateci). Kwiaty wrotyczu zawierają od 1 do 1,5% olejku, którego głównymi składnikami są tujon, izotujon, kamfora, borneol oraz gorzki lakton – tanacetyna i flawonidy: akacetyna i luteolina.
- Działanie: Roślina była stosowana dawniej do spędzania płodu[11], leczenia histerii, do pobudzania menstruacji oraz przy stłuczeniach, zwichnięciach, reumatyzmie i chorobach skóry[8], takich jak świerzb, wszawica i nużyca[12], np. jako domieszka do leków zewnętrznego stosowania we wszawicy głowowej i łonowej (alkoholowy wyciąg o nazwie Artemisol)[9]. Używa się jej też do zwalczania robaków obłych w układzie pokarmowym, jednak ze względu na obecność tujonu większa ilość ma działanie trujące dla człowieka[9]. Tujon podrażnia błony śluzowe przewodu pokarmowego, więc preparaty z wrotyczu nie powinny być stosowane doustnie w przypadku stanów zapalnych żołądka i jelit oraz u kobiet w ciąży[13]. Składniki ekstraktu z wrotyczu (takie jak polisacharydy i partenolid) stymulują układ immunologiczny[14] i w warunkach laboratoryjnych testowano ich skuteczność w leczeniu np. opryszczki[15].

Roślina jadalnaChoć jest trujący, w średniowieczu wrotycz był stosowany jako przyprawa. Np. jego młodych pączków używano zamiast kaparów, a koszyczki kwiatowe zapiekano w cieście. Obecnie już nie jest używany w kuchni.
Roślina użytkowaZapach wrotyczu, przypominający zapach kamfory, skutecznie odstrasza owady. Z tego też względu jest używany jako repelent do odstraszania much, mrówek i moli, również komarów i kleszczy. Odwar z ziela nadaje się do ekologicznego zwalczania stonki ziemniaczanej i mszyc.
Roślina ozdobnaUprawiany w ogrodach na rabatach. Szczególnie nadaje się na suche bukiety. Oprócz typowej formy uprawiane są odmiany ozdobne, np. 'De Candolle' o podwójnie pierzastodzielnych liściach.

## Uprawa
Roślina łatwa w uprawie, w Polsce całkowicie mrozoodporna (strefy mrozoodporności 4-10). Jest ekspansywna i rozrasta się nieograniczenie, z tego też względu należy w ogrodzie kontrolować jej rozwój. Nie ma specjalnych wymagań, ale preferuje słoneczne stanowiska i przepuszczalne, suche gleby. Najłatwiej rozmnażać ją przez podział bardzo wczesną wiosną, można też przez wysiew nasion wczesną wiosną.

## Obecność w kulturze
- W Bretanii napój z wrotycza pospolitego pito dawniej w Poniedziałek Wielkanocny. Uważano, że niezachowanie tego zwyczaju powodowało, iż cały rok był pełen demonów, czarów i chorób[9].
- Często jego zasuszone ziele noszono w modlitewniku do kościoła (podobno zapobiegał zaśnięciu podczas nudnego kazania)[9].
- Poczta Polska wyemitowała 5 września 1967 r. znaczek pocztowy przedstawiający wrotycz pospolity o nominale 1,15 zł, w serii Kwiaty polne. Autorem projektu znaczka był Tadeusz Michaluk. Znaczek pozostawał w obiegu do 31 grudnia 1994 r. Wrotycz pospolity pojawił się też na pierwszym znaczku tej serii o nominale 20 gr, w bukiecie kwiatów polnych[17].